# Рахлевский, Михаил Львович
Михаил (Миша) Львович Рахлевский (род. 13 ноября 1946, Москва) — российский дирижёр, скрипач, музыкальный педагог, основатель и художественный руководитель Камерного оркестра «Kremlin».
Родился в Москве. Учился в училище при Московской консерватории и Российской академии музыки им. Гнесиных по классу скрипки, среди педагогов Рахлевского, в частности, Майя Глезарова. В 1973 году эмигрировал из страны, жил и работал в Израиле, ЮАР, Канаде, в 1976 году переехал в США, где вскоре основал Новый Американский камерный оркестр, с которым в качестве художественного руководителя и солиста дал сотни концертов в США и Европе.
В 1980-х Мишу Рахлевского пригласили создать камерный оркестр города Гранада, Испания, длительный проект, при котором Новый Американский Камерный Оркестр работал в Гранаде, а Рахлевский тем временем создавал собственный оркестр для города.
В 1991 году швейцарская звукозаписывающая компания Claves предложила Мише Рахлевскому сделать ряд записей, и он решил осуществить этот проект с музыкантами из России. Так родился Камерный оркестр «Kremlin», успешная работа которого привела к фактическому возвращению Рахлевского в Москву.